# Les Mots pour le dire (roman)
Pour les articles homonymes, voir Les Mots pour le dire.
Les Mots pour le dire est un roman autobiographique de Marie Cardinal paru en 1975 chez Grasset, décrivant sa psychanalyse. Il a reçu le prix Littré en 1976. 

## Résumé
L’autrice parle de sa maladie qu’elle nomme « la chose », qui se manifeste par un écoulement de sang récurrent (assimilable à des règles). Cela engendre de la honte et fait parfois flirter l’autrice avec la folie : elle a des hallucinations.
Les médecins qu’elle consulte n’arrivent pas à la soigner, ou alors c’est la politique du pire, soit un utérus fibromateux à opérer en urgence (endométriose aiguë), opération qu’elle refuse de subir. Elle verra finalement un psychanalyste durant sept ans et trois fois par semaine.
Ce voyage intérieur lui permettra de se remémorer les événements traumatisants de son enfance alors qu’elle vivait dans une ferme à Alger. La séparation de ses parents, la tuberculose qui fera mourir sa sœur et son père, son éducation par une mère tyrannique et froide. Cette quête du sens l'aidera à comprendre l’importance du langage, de trouver « les mots pour le dire » afin de réparer certains de ses maux.

## Adaptations
Les Mots pour le dire est aussi un film de 1983, tiré de ce roman par le réalisateur français José Pinheiro, avec Nicole Garcia, Claude Rich et Daniel Mesguich.
Les Mots pour le dire est aussi une pièce de théâtre tirée de ce roman, jouée au Théâtre l'Archipel de septembre 2018 à avril 2019, avec Jade Lanza, Françoise Armelle et la voix de Daniel Mesguich, mise en scène par Frédéric Souterelle.